# Louis-Antoine de Noailles

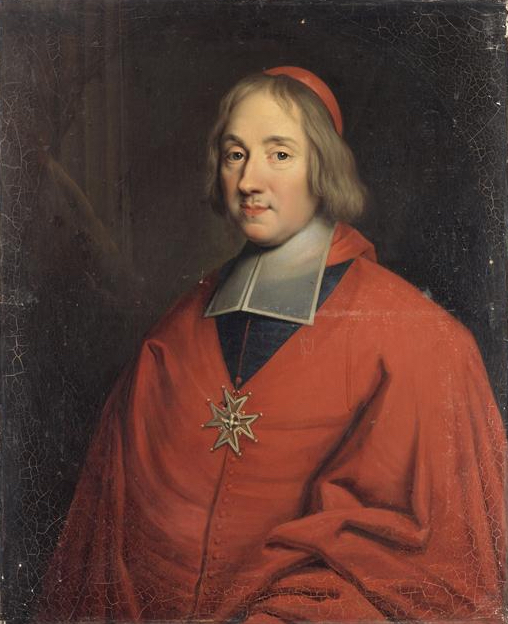
Louis Antoine Kardinal de Noailles in jüngeren Jahren (Ölgemälde im Schloss Versailles, 18. Jh.)

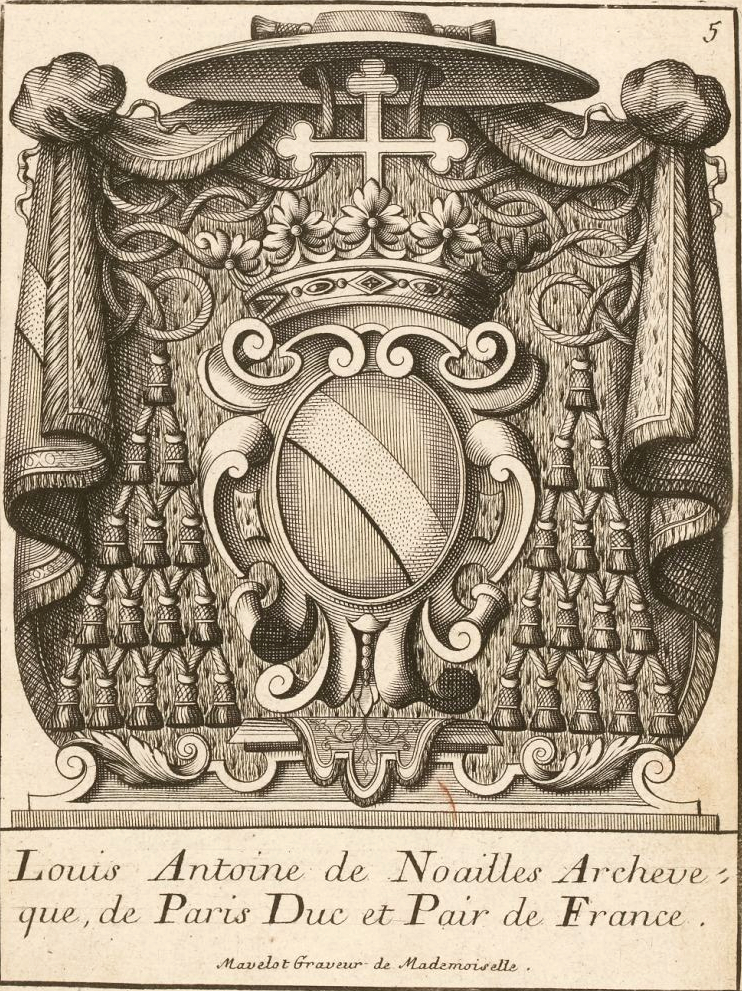
Kardinalswappen (Stich von Charles Mavelot, 18. Jhd.)

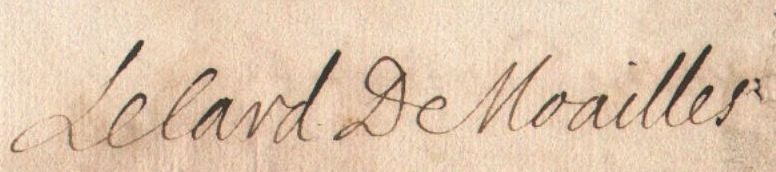
Signatur des Kardinals (1710)

Louis-Antoine de Noailles (* 27. Mai 1651 in Cros-de-Montvert, Département Cantal; † 4. Mai 1729 in Paris) war seit 1695 Erzbischof von Paris und seit 1700 Kardinal. Er stammte aus dem Adelsgeschlecht Noailles.

## Leben
Louis-Antoine de Noailles, Sohn des Anne de Noailles und seiner Frau Louise Boyer, entstammte einer einflussreichen und mächtigen Familie. Sein Vater wurde Generalkapitän des für Frankreich neu dazugewonnen Roussillon und Pair von Frankreich. Noailles empfing am 8. Juni 1675 die Priesterweihe und wurde am 14. März 1676 an der Sorbonne in Theologie promoviert.

### Bischof und Kardinal
Drei Jahre später wurde er von König Ludwig XIV. zum Bischof von Cahors ernannt, wo er allerdings nur kurz tätig war. Die Bischofsweihe spendete ihm am 18. Juni 1679 in der Kirche Saint-Antoine des Champs in Paris der Erzbischof von Paris François Harlay de Champvallon, Mitkonsekratoren waren Dominique de Ligni, Bischof von Meaux, und Hardouin de La Hoguette, Bischof von Saint-Brieuc. Schon 1680 wurde er von Papst Innozenz XI. zur Leitung der Diözese Châlons-sur-Marne versetzt. Nicht zuletzt aufgrund familiärer Verbindungen – Louis-Antoine war der Bruder des Marschalls Anne-Jules de Noailles – ernannte ihn am 19. August 1695 Ludwig XIV. zum Erzbischof von Paris und zum Herzog von Saint-Cloud. Im Jubeljahr 1700 wurde Noailles von Papst Innozenz XII. zur Kardinalswürde erhoben und im Januar 1701 zum Kardinalpriester der römischen Titelkirche Santa Maria sopra Minerva ernannt. Im März 1729 wechselte er zur Titelkirche San Sisto.

### Noailles und die Jansenisten
Noailles zeichnete sich durch einen liberalen kirchlichen Standpunkt aus. Als er dem Jansenisten Quesnel seinen Schutz zuwandte und sich an der neuen Ausgabe des Neuen Testaments beteiligte, wurde er von den Jesuiten verfolgt. Allerdings ist seine Haltung zum Jansenismus nicht eindeutig: Einerseits wurde ihm selbst eine Nähe dazu vorgeworfen, andererseits verurteilte er öffentlich deren Forderungen. Auch seine Haltung zur 1713 von Papst Clemens XI. gegen die Jansenisten erwirkten Bulle Unigenitus Dei filius war widersprüchlich. Bis 1728 widersetzte er sich dieser Bulle, um dann seine Haltung kurz vor seinem Tod umzukehren.
Obwohl er mit François Fénelon studiert hatte und mit ihm befreundet war, gehörte Noailles später zu den Bischöfen, die Fénelons Maximes des Saints verurteilten und so zum Ende von Fénelons theologischer Karriere beitrugen. Nicht liberal war er gegenüber der Bühnenkunst: Die Comédie-Française und die Pariser Oper wollte er geschlossen sehen.
Über Noailles wird gesagt, dass er Geld für Hungernde gesammelt und einen großen Teil seines Erbes für die Redekoration der Kathedrale Notre Dame ausgegeben habe.
Kardinal Noailles starb am 4. Mai 1729 vor Tagesanbruch in Paris. Sein Nachfolger als Erzbischof von Paris wurde Charles Gaspard Guillaume de Vintimille du Luc. Sein Grab fand Noailles in Paris, in seiner Kathedrale Notre-Dame vor der Kapelle Notre-Dame des Sept-Douleurs, wo Adolphe Geoffroy Dechaume für ihn ein Grabdenkmal errichtete.